# Cinco Radio
Cinco Radio, S.A. de C.V., es un corporativo radiofónico mexicano con sede en Puebla, Puebla, y con representatividad en dicha ciudad y otras ciudades del estado homónimo. Está conformado por la mayor parte de las emisoras del desaparecido consorcio conocido como Grupo ACIR Puebla.
A pesar de haberse conocido como «Grupo ACIR Puebla», no fue usual la operación de las marcas comerciales de Grupo ACIR, ya que éstas han sido manejadas por Corporación Puebla de Radiodifusión.

## Historia
El ingeniero sonorense Manuel Canales recibe en 1939 la autorización para la operación de la primera emisora de radio de Puebla. El 30 de noviembre de ese mismo año es inaugurada formalmente XEHR-AM, con la frecuencia de 1230 kHz, por el presidente municipal Rafael Ávila Camacho, en la calle 46 poniente 705 de la colonia Santa María. La estación fue nombrada Heraldo Angelopolitano. El acontecimiento causó furor en muchos habitantes de Puebla, Puebla, quienes se dirigieron al domicilio de los estudios.
En 1940, los estudios de XEHR-AM son trasladados a la avenida Reforma 340, donde se ubicaba el Cine Reforma. Al año siguiente, el ingeniero Canales padece graves enfermedades que le impiden continuar al frente de la emisora, y toma el control de ella Daniel Esquivel, el que poco tiempo después la vende al periodista y reportero veracruzano Roberto Cañedo Martínez, quien también ejercía su oficio dentro de esa misma estación. 
En 1942, XEHR-AM cambia de frecuencia a 1090 kHz, y de ubicación, trasladándose al tercer piso de la avenida Reforma 125. 
XHJE-FM (94.1 MHz) inicia transmisiones en 1971, como filial de Radio Mil, bajo el nombre «La Chica Musical», siendo la primera estación de radio en frecuencia modulada de Puebla. Junto a XEHR-AM forma Grupo HR, del cual, en 1978 tomó la presidencia Rafael Cañedo Benítez. 
Para 1980, se integran XHRC-FM (91.7 MHz), Stereo Amistad, de Puebla, y XHVP-FM (101.3 MHz) Stereo Sol, de Atlixco.
Durante 1986, se unen las emisoras XHVC-FM (90.9 MHz) Stéreo Rock; XHRH-FM (93.3 MHz) Radio Moderna; y XEPOP-AM (1490 kHz) Radio Festival. Formando parte del corporativo, las dos primeras cambian sus formatos y son renombradas como La Tropical Caliente y La Romántica, respectivamente; además, se gestionó el aumento de potencia de ambas.
En 1987, Grupo HR se afilia a Grupo ACIR y se convierte en Grupo ACIR Puebla. Dos años más tarde, es inaugurada por el entonces presidente de México, Carlos Salinas de Gortari, la nueva sede de Grupo ACIR Puebla, los estudios radiofónicos más innovadores de la época en Latinoamérica, ubicados en la colonia Las Hadas.
Al desaparecer Grupo Promo Radio —propiedad de Enrique Montero Ponce y su hijo, Mario Montero Serrano—, en 1997 son integradas XHNP-FM (89.3 MHz) Stereo 89.3 y XEPUE-AM (1210 kHz) La Mexicana. Al año siguiente, XHRC-FM se desincorpora.
El 10 de julio de 2001 fallece Rafael Cañedo Benítez, quedando Grupo ACIR Puebla a cargo de su esposa, Coral Castillo de Cañedo. El 31 de diciembre de ese mismo año se desagrupa XHVC-FM (102.1 MHz), para formar parte de Marconi Comunicaciones, propiedad de Rafael Cañedo Carrión, hijo de Cañedo Benítez.
El 12 de marzo de 2006 se desintegra XHRH-FM (103.3 MHz) La Romántica, mientras es reincorporada XHRC-FM, que adopta el nombre «Ella». 
El 1 de junio de 2007 se escinde definitivamente XHRC-FM, y Grupo ACIR Puebla se transforma en Cinco Radio, creando así un consorcio autónomo dirigido únicamente por la familia Cañedo Castillo. 
Pocos meses posteriores a su emancipación, Cinco Radio firma un convenio con Grupo Radio Fórmula para la retransmisión de los contenidos de éste.
Luego de la autorización de la Comisión Federal de Telecomunicaciones, y formando parte del proceso de sustitución de emisoras en AM por en FM, el 5 de octubre de 2012 se comenzó a transmitir formalmente la estación XHETE-FM —melliza de XETE-AM—, en la frecuencia 106.3 MHz. Además, se aprovechó esta oportunidad para cambiar el nombre y el contenido de la misma. La presentación de Ella 106.3 —nuevo nombre de la emisora— se realizó durante la conmemoración del vigesimocuarto aniversario del programa Buenos días con López Díaz.
El 24 de noviembre del 2021, falleció el director de noticias de Cinco Radio, Javier López Díaz a los 60 años de edad.

## Emisoras
| Población             | Distintivo de llamada | Frecuencia | Nombre               |
| --------------------- | --------------------- | ---------- | -------------------- |
| Atlixco               | XHVP-FM               | 101.3 MHz  | Sol FM               |
| Puebla                | XEHR-AM               | 1090 kHz   | La HR                |
| Puebla                | XEPOP-AM              | 1120 kHz   | Radio Fórmula Puebla |
| Puebla                | XHNP-FM               | 89.3 MHz   | La Grupera           |
| Puebla                | XHPUE-FM              | 104.3 MHz  | Pasión FM            |
| San Martín Texmelucan | XHMAXX-FM             | 98.1 MHz   | Stereo Max           |
| Tehuacán              | XHETE-FM              | 106.3 MHz  | Vive FM              |

## Marcas

### Vigentes
| Marca         | Características |
| ------------- | --- |
| Vive 106.3 FM | Este concepto inicia en XHRC-FM, conservando el perfil —balada pop en español e inglés— de la extinta La Romántica (XHRH-FM). El 1 de junio de 2007, fue trasladada a XEPOP-AM. Pocos meses después, este formato cedió su espacio a Fórmula 11-20. Tras esto, se decidió conservar el concepto en una estación exclusiva para internet. Como consecuencia de la inauguración de XHETE-FM, los ejecutivos de Cinco Radio decidieron utilizar el formato Ella para esta nueva emisora. |
| Fórmula 11-20 | De las 6.00 a las 0.00 h transmite la programación de Radio Fórmula, Primera Cadena Nacional. Desde las 0.00 y hasta las 6.00 h emite música pop de catálogo en español e inglés. |
| La Grupera    | Se creó 2002, con el fin de sustituir a La Tropical Caliente, cuya escisión del grupo ocurrió en el año precedente. Es una emisora de géneros regionales y contemporáneos, como la cumbia, el duranguense, la banda, el mariachi, la música norteña y la salsa. Entre su programación se encuentra el noticiario Buenos días con López Díaz, el programa más importante de la corporación y el segundo con más audiencia en Puebla.                                                   |
| La HR         | Es una radio generalista, cuyos contenidos mayoritariamente son propios. Se le considera como la estación más importante de la empresa. |
| Pasión FM     | Es un formato que transmite música mezclada, principalmente baladas en español y música en inglés del tipo adulto contemporáneo. |
| Sol FM        | Transmite música grupera y tropical. |
| Radar         | Es un boletín horario de noticias, con duración de 5 minutos, transmitido simultáneamente cada 55 minutos —desde las 6.00 y hasta las 20.00 h—, en todas las emisoras del corporativo. |
| Stereo Max    | Inaugurada en 1996, transmite música regional y contemporánea. Su programación está dirigida a los públicos de Puebla y Tlaxcala. |

### Extintas
| Marca                | Características | Emisora donde se transmitió    | Periodo de transmisión                     |
| -------------------- | --- | ------------------------------ | ------------------------------------------ |
| La Chica Musical     | | XHJE-FM                        | 1971-¿?                                    |
| La Comadre           | Es la marca de música de corte popular de Grupo ACIR. | XEPOP-AM (1490 kHz)            | 1996-1998                                  |
| Mix                  | Fue la segunda marca de Grupo ACIR de la que se hizo uso. | XHJE-FM                        | ¿?-2002                                    |
| Preciosa 11 20       | Una marca que se dirigió a adultos mayores de 30 años. Transmitió música de la época dorada de la radio. Desde los años 30 del siglo XX hasta entrada la generación de los 70.                                                            | XEPOP-AM (1120 kHz)            | 1998-2004                                  |
| Punto Digital        | Transmitió música juvenil contemporánea en inglés y español. | XETE-AM                        | 15 de febrero de 1999-8 de octubre de 2012 |
| Radio ACIR           | Se deja de usar el nombre «Radio ACIR» debido al rompimiento con Grupo ACIR. A pesar de ello, mantiene una programación similar, sólo diferenciándose, en que en la actualidad son transmitidos algunos programas de Grupo Radio Fórmula. | XEHR-AM                        | 1987-31 de mayo de 2007                    |
| Radio Manantial      | | XETE-AM                        | 1980-1997                                  |
| Radio Variedades     | | XEHR-AM                        | ¿?-1987                                    |
| La Romántica         | Sólo fue cambio de nombre, gracias a la mudanza de frecuencia de la emisora. El formato —balada comercial contemporánea en inglés y español— continuó en XHRC-FM, bajo el nombre «Ella».                                                  | XHRH-FM (93.3 y 103.3 MHz)     | ¿?-12 de marzo de 2006                     |
| Mexicana             | También ha sido conocida como «La Mexicana». Difunde música ranchera y corridos de catálogo, aunque en ocasiones incluye canciones contemporáneas. Durante un periodo relativamente corto, estuvo transmitiéndose en XHRC-FM. Y XEPUE-AM  | ¿?                             | ¿?-2018                                    |
| Stereo 89.3          | Se enfocó en el género contemporary hit radio. Fue remplazada por Más 94. | XHNP-FM                        | ¿?-2002                                    |
| Stereo Amistad       | | XHRC-FM                        | ¿?-¿?                                      |
| La Movidita          | Se creó en 2004 para emitirse en XEPOP-AM. Su programación se sustentó en la transmisión de música tropical de catálogo. En 2009, XHVP-FM retoma este nombre, no obstante, mantiene un perfil similar al de su antecesora, Stereo Sol.    | ¿?                             | 2012-2018                                  |
| Stereo Sol           | | XHVP-FM                        | ¿?-2009                                    |
| Más 94               | Es una estación musical de formato Contemporary hit radio. Fue trasladada a XHJE-FM. Este formato cedió su espacio a Pasión FM. Tras esto, se decidió conservar el concepto en una estación exclusiva para internet.                      | XHJE-FM Y Virtual              | 2002-2018                                  |
| La Tropical Caliente | La marca no desapareció, únicamente pasó a ser propiedad de Marconi Comunicaciones. | XHVC-FM (90.9 MHz y 102.1 MHz) | 1 de abril de 1989-31 de diciembre de 2001 |